# Kana Ōno
Kana Ōno (大野 果奈?, Ōno Kana; Misawa, 30 giugno 1992) è un'ex pallavolista giapponese, nel ruolo di centrale.

## Carriera
La carriera di Kana Ōno, sorella gemella della pallavolista Kaho Ōno, inizia a livello scolastico, nella formazione del Liceo Furukawa Gakuen. Inizia la carriera professionistica nella stagione 2011-12, debuttando in V.Premier League con le NEC Red Rockets, con il quale vince lo scudetto 2014-15, il V.League Top Match 2015 e il campionato asiatico per club 2016; nel 2013 riceve le prime convocazioni nella nazionale giapponese, con la quale vince la medaglia d'argento al World Grand Prix 2014

## Palmarès

### Club
- Campionato giapponese: 1

2014-15
- Campionato asiatico per club: 1

2016
- / V.League Top Match: 1

2015

### Nazionale (competizioni minori)
- Montreux Volley Masters 2015

### Premi individuali
- 2016 - Campionato asiatico per club: Miglior centrale